# Ноп Наем
Ноп Наем (кхмер. ណុប ណែម; 1936 — 197?) — камбоджийский киноактер, имевший популярность в годы расцвета камбоджийского кинематографа 1960-1975-х гг, снялся в большинстве фильмов тех лет. Убит красными кхмерами геноцида в Камбодже 1975—1979 гг.

## Биография
Ноп Наем родился в 1936 году в провинции Такео, у него было 5 братьев и 3 сестры. Дебютировал в 1960 году. Его карьера проходила в период расцвета камбоджийского кинематографа 1960—1975 гг., за это время он успел сняться более чем в 70 фильмах.
Его карьера оборвалась весной 1975 года, когда к власти в стране пришли красные кхмеры. Они сразу же объявили вне закона западную культуру и искусство, развязав террор против представителей творческой интеллигенции. За годы их правления с 1975 по 1979 гг. практически все актёры театра и кино, которые не смогли покинуть страну, были убиты или погибли от голода и непосильного труда. Ноп Наем, как и многие другие камбоджийские актёры, погиб во время геноцида в Камбодже 1975—1979 гг.

## Личная жизнь
- Жена: Кем Нова — камбоджийская киноактриса

## Фильмография
| Год  |   | Русское название  | Оригинальное название    | Роль |
| ---- | - | ----------------- | ------------------------ | ---- |
| 1962 | ф |                   | L'oiseau de paradis      |      |
| 1967 | ф | Двенадцать сестер | Puthisean Neang Kong Rey |      |
| 1972 | ф |                   | Bopha Angkor             |      |
| 1974 | ф |                   | Konlong Bak Slab         |      |